# Jean-Marie Joubert
Jean-Marie Joubert (nascido em 9 de maio de 1932) é um ex-ciclista francês que participou dos Jogos Olímpicos de Verão de 1952 em Helsinque, onde terminou em quarto lugar na perseguição por equipes de 4 km.